# Leptostrangalia flavitarsis
Leptostrangalia flavitarsis is een keversoort uit de familie van de boktorren (Cerambycidae). De wetenschappelijke naam van de soort werd voor het eerst geldig gepubliceerd in 2016 door Vives en Heffern.